# Jackson Wilcox
Jackson Wilcox (Memphis (Tennessee), 16 augustus 1989) is een Amerikaanse zwemmer die gespecialiseerd is in de middellange en lange afstanden.

## Carrière
Tijdens de Amerikaanse nationale kampioenschappen in 2009 werd hij eerste op de 1500 meter vrije slag. Omdat die kampioenschappen ook dienstdeden als selectiewedstrijden voor de wereldkampioenschappen zwemmen 2009 veroverde hij ook een plaatsje in het WK-team. In Rome strandde hij op zowel de 800 als de 1500 meter vrije slag in de series.
In het seizoen 2007/2008 was hij mede-aanvoerder van de nationale juniorenploeg.
Wilcox is lid van Nashville Aquatic Club, maar traint sinds 2009 aan de Universiteit van Texas, waar hij zal studeren.

## Belangrijkste resultaten
| Jaar | Olympische Spelen | WK langebaan                             | WK kortebaan | PanPacs |
| ---- | ----------------- | ---------------------------------------- | ------------ | ------- |
| 2009 |                   | 14e 800m vrije slag 12e 1500m vrije slag |              |         |

## Persoonlijke records
(bijgewerkt t.e.m. 1 augustus 2009)

### Langebaan
| Afstand          | Tijd     | Datum           | Plaats |
| ---------------- | -------- | --------------- | ------ |
| 800m vrije slag  | 7.57,09  | 28 juli 2009    | Rome   |
| 1500m vrije slag | 15.09,66 | 1 augustus 2009 | Rome   |